# Vazeilles-près-Saugues
Vazeilles-près-Saugues foi uma comuna francesa na região administrativa de Auvérnia-Ródano-Alpes, no departamento de Alto Loire. Estendia-se por uma área de 6,5 km². Em 2010 a comuna tinha 42 habitantes (densidade: 6,5 hab./km²).
Em 1 de janeiro de 2016, passou a formar parte da nova comuna de Esplantas-Vazeilles.